# 안성시 (선거구)
안성시는 대한민국의 국회의원 선거구이다. 경기도 안성시 전역을 관할한다. 현직 국회의원은 더불어민주당의 윤종군이다.

## 역사
1998년 4월 1일을 기해 안성군이 안성시로 승격되었다. 이에 따라 대한민국 제16대 국회의원 선거를 앞두고 안성군 선거구가 안성시 선거구로 개편되었다.

## 관할 구역
| 대수  | 관할 구역   |
| ----- | ----------- |
| 16대~ | 안성시 일원 |

## 역대 국회의원
| 선거   | 정당 | 정당         | 의원   |
| ------ | ---- | ------------ | ------ |
| 2000년 |      | 새천년민주당 | 심규섭 |
| 2002년 |      | 한나라당     | 이해구 |
| 2004년 |      | 열린우리당   | 김선미 |
| 2008년 |      | 한나라당     | 김학용 |
| 2012년 |      | 새누리당     | 김학용 |
| 2016년 |      | 새누리당     | 김학용 |
| 2020년 |      | 더불어민주당 | 이규민 |
| 2022년 |      | 국민의힘     | 김학용 |
| 2024년 |      | 더불어민주당 | 윤종군 |

## 역대 선거 결과

### 대한민국 제16대 국회의원 선거
|  | 49.61% |

|  | 43.33% |

|  | 4.70% |

|  | 2.34% |

### 2002년 대한민국 재보궐선거
|  | 53.9% |

|  | 46.1% |

### 대한민국 제17대 국회의원 선거
|  | 50.89% |

|  | 39.80% |

|  | 7.10% |

|  | 2.19% |

### 대한민국 제18대 국회의원 선거
|  | 58.93% |

|  | 34.76% |

|  | 6.29% |

### 대한민국 제19대 국회의원 선거
|  | 55.36% |

|  | 41.54% |

|  | 3.08% |

### 대한민국 제20대 국회의원 선거
|  | 50.22% |

|  | 33.85% |

|  | 13.53% |

|  | 2.38% |

### 대한민국 제21대 국회의원 선거
|  | 51.44% |

|  | 47.13% |

|  | 1.41% |

### 2022년 대한민국 재보궐선거
|  | 54.18% |

|  | 25.66% |

|  | 20.15% |

### 대한민국 제22대 국회의원 선거
|  | 50.71% |

|  | 47.36% |

|  | 1.91% |